# Лепёшкин, Владимир Фёдорович
Владимир Фёдорович Лепёшкин (1937—2013) — российский шахматист; тренер; мастер спорта СССР (1962). Преподавал шахматы во Дворце пионеров и школьников на Воробьевых горах, воспитал многих известных гроссмейстеров и мастеров спорта.

## Спортивные достижения
| Год  | Город  | Турнир              | + | −  | = | Результат | Место |
| ---- | ------ | ------------------- | - | -- | - | --------- | ----- |
| 1965 | Таллин | 33-й чемпионат СССР | 2 | 12 | 5 | 4½ из 19  | 20    |

## Книги
- Сицилианская защита. Вариант Найдорфа. — М.: Физкультура и спорт, 1985. — 256 с. — (Теория дебютов). — 100 000 экз.
- Венская партия / в соавторстве с А. М. Константинопольским. — М.: Физкультура и спорт, 1989. — 176 с. — (Теория дебютов). — 50 000 экз. — ISBN 5-278-00168-2.